# NGC 1230
NGC 1230 je galaksija u zviježđu Eridan.

## Vanjske poveznice
- SEDS: NGC 1230